# エフェソの信徒への手紙
『エフェソの信徒への手紙』（エフェソのしんとへのてがみ）は、新約聖書中の一書。伝承では紀元62年ごろ、ローマで獄中にあった使徒パウロが小アジアのエフェソ（エフェソス）のキリスト者共同体にあてて書いたものであるという。
この伝承が本当なら『コロサイの信徒への手紙』（コロサイ書）や『フィレモンへの手紙』（フィレモン書）と同じ時期に書かれたことになる。現代では文献学の見地から本書簡の著者がパウロであるかどうかは疑問を持たれているが、聖書学者ウィリアム・バークレーはたとえパウロの名を借りたものだとしても『エフェソ書』は「使徒書簡の女王」といえるほどのものだと言っている。日本語では『エペソ人への手紙』、『エペソ人への書』、『エフェソ信徒への手紙』、『エフェソ書』などと表記されることもある。また脚注などでは、とりわけ章節を伴う出典参照において、しばしば「エペソ」「エフェソ」等と略記される。

## 執筆の経緯
『エフェソ書』は特定の問題や状況に対処するために書かれたというわけではなく、パウロが自発的にエフェソスの共同体への愛情を示すものとして書かれたとされている。彼は共同体のメンバーが「キリストの教え」に従って生きることを望んでいるが、『ローマの信徒への手紙』（以下ローマ書）とは異なり、『エフェソ書』ではパウロの救済に関する思想が書かれているわけではない。むしろ、『エフェソ書』では救いと教会の関係が語られている。

## 『エフェソ書』の構成
- 1:1–2 あいさつ
- 1:3–14 頌栄
- 1:15–2:10 福音がもたらす恵みについて。
- 2:12–3:21 キリストによって異邦人にもたらされた救いについて
- 4:1–16 信じるものにあたえられる賜物はさまざまであっても共同体は一つであるということ。
- 4:17–6:10 日々の生活におけるすすめ
- 6:11–24 霊的な恵みについて、ティキコについて、別れの言葉。

## エフェソの教会共同体
『使徒言行録』18:19-21にはパウロが3ヶ月ほどエフェソに滞在したことが書かれている。パウロがエフェソにつくった共同体はアポロ、アクイラ、プリスキラといった人々が引き継いだ。翌年、パウロが2度目にエフェソを訪ねたとき、彼はエフェソが小アジア西部における重要な共同体であると考え、同地に「三年間」滞在したという。パウロはエフェソの共同体について「大きな門が開かれている」（一コリ16:9）というほど重視し、パウロの仲間たちの熱心な働き（使徒20:20および20:31）によってこの共同体は発展した。エフェソから「アジア全域に」（使徒19:26）福音が伝わったと聖書は記している。
パウロは最後のエルサレム訪問の途上でミレトスに立ち寄った折にエフェソの共同体の指導者たちを招いている。そこでもうエフェソを訪れることはできないだろうと考えたパウロが指導者たちに最後の挨拶を送った（使徒20:18-35）。
『エフェソ書』の以下の箇所の表現は、『使徒言行録』のミレトスにおける別れの言葉に由来すると思われている。
- 使徒20:19とエフェソ4:2　「取るにたりないもの」という表現はここにしか現れない。
- 使徒20:27とエフェソ1:11　神の意志を示す「御計画」という言葉はこの並行箇所とヘブライ6:17にしか出ない。
- 使徒20:32とエフェソ3:20　人間のうちに働く神の力
- 使徒20:32とエフェソ2:20　土台の上に建てられた建物
- 使徒20:32とエフェソ1:14　「聖なるものとされたものを受け継ぐもの」

## 著者と送り先
本書は以下のように始まっている：「神のご意志によってイエス・キリストの使徒となったパウロが、エフェソの聖なる人々、イエス・キリストを信じる人々に手紙を送ります」（エフェソ1:1）
そのためこの手紙の宛先がエフェソの共同体であり、著者がパウロであるとされてきた。しかし、近代以降の聖書批評は、以下のような問題点を明らかにした。
- 現存する最初期の写本には「エフェソの」という言葉は見られず、単に「聖なる人々、イエス・キリストを信じる人々」が宛先になっている。
- 文中にはエフェソの人々に関する言及や、パウロのエフェソでの体験が一切語られていない。
- 1:15にある「あなたたちの信仰をきいて」という表現は、著者が対象となった人々についてあまり知らないことを示している。これは『使徒言行録』の記述にあるようにパウロがエフェソの創立者であり、長期にわたって滞在したという記述と矛盾する。

このような矛盾を解決する説明もいくつかあげられる。たとえば以下のような説がある。
- 『エフェソ書』はパウロの手によるものではない。他のパウロ書簡についてよく知る著者がパウロの名を借りて書いたものである。ただ、この理論では「エフェソの」という言葉が初期の写本にないことを説明できない。
- 『エフェソ書』は特定の共同体にあてたものでなく、小アジアの複数の共同体で回覧するためのもので、その一部を変えてエフェソの共同体向けにしたものに過ぎない。

1964年にイギリスのハリスンは「Paulines annd Pastoral」において、「感受性が強かった青年時代にパウロ本人と親密にしていたため、パウロの心を深層まで知っていた」として、パウロからフィレモンへの要請によって奴隷から解放されて宣教者となり（コロサイ3章9節）、やがてエフェソの司教となったオネシモ著者説を公表している。

## 成立時期・場所・目的
もしパウロが著者であるとするなら、パウロが最初にローマで投獄された時期に書かれたということになる。すなわち紀元62年ごろ、パウロがエフェソの指導者たちとミレトスで別れてから4年後のことになる。最初に触れたように『コロサイの信徒への手紙』などと異なり、『エフェソ書』は護教的（正しい教えを守ること）な目的で書かれたものではない。『エフェソ書』は（あるいは小アジアの複数の教会に送られた可能性もあるが）パウロの教えのまとめ的なものである。主なテーマはキリストに従うものの共同体をつくることが父なる神の意志に沿うものだということである。
ローマ書ではパウロはイエスの義による義化という視点から描いているが、『エフェソ書』ではキリストとの一致という視点が重視されている。

## 『コロサイの信徒への手紙』との関連
『エフェソ書』のスタイルやテーマは『コロサイの信徒への手紙』とよく似ている。『エフェソ書』とコロサイ書の並行箇所は以下のようなものである。
- エフェソ1:7とコロサイ1:14
- エフェソ1:10とコロサイ1:20
- エフェソ3:2とコロサイ1:25
- エフェソ5:19とコロサイ3:16
- エフェソ6:22とコロサイ4:8
- エフェソ1:19-2:5とコロサイ2:12-13
- エフェソ4:2-4とコロサイ3:12-15
- エフェソ4:16とコロサイ2:19
- エフェソ4:32とコロサイ3:13
- エフェソ4:22-24とコロサイ3:9-10
- エフェソ5:6-8とコロサイ3:6-8
- エフェソ5:15-16とコロサイ4:5
- エフェソ6:19-20とコロサイ4:3-4
- エフェソ5:22-6:9とコロサイ3:18-4:1

この並行箇所については以下のような説明がされてきた。まず、もし本書簡がパウロの手によるものなら『コロサイ書』と同時期にかかれたものである。初めにコロサイの共同体の特別な問題を扱った書簡を書き、次にエフェソを初めとするいくつかの共同体宛てにもっと一般化した内容の手紙を書いたのだろうということである。一方もしこの書簡の書き手がパウロでないとすれば、単にパウロ的な手紙を書くために『コロサイ書』を参考にして書いたのだろうということになる。
近年ではコロサイの信徒への手紙も擬似書簡であるとする説が多く、コロサイ書の著者はパウロの弟子であったフィレモンでエフェソ書の著者はパウロの「生んだ子」オネシモであるとすると、かつての主人でありパトロヌスであったフィレモンが書いたコロサイ書を手元にして書かれたと考えるのは自然である。